# Polska Partia Ekologiczna - Zielonych
De Poolse Ecologische Partij - De Groenen (PPE-Z) (Pools: Polska Partia Ekologiczna - Zielonych) was een groene partij in Polen, die heeft bestaan van 1991 tot 2015.
De PPE-Z werd opgericht in februari 1991 en behaalde op een gezamenlijke lijst met de PZZ 0,82% van de stemmen bij de parlementsverkiezingen dat jaar. De partij was gedurende de jaren negentig geaffilieerd met de Confederatie voor een Onafhankelijk Polen (KPN) en wist op de lijst van deze partij in 1993 een zetel in de Sejm te verwerven. In 1996 trad de partij toe tot Verkiezingsactie Solidariteit (AWS). Later maakte de partij een ommezwaai naar links. 
Aan de parlementsverkiezingen 2005 werd door de PPE-Z deelgenomen op een gemeenschappelijke linkse lijst met RACJA Polskiej Lewicy, de Communistische Partij van Polen (KPP), de Poolse Partij van de Arbeid (PPP) en de Poolse Socialistische Partij (PPS). Deze behaalde in totaal 0,77% van de stemmen, waarvan slechts 0,02% voor de PPE-Z. In 2007 werd de partij omgedoopt tot Partia Zielonych (Partij van de Groenen). De partij bleef samenwerken met de PPP en werd uiteindelijk in februari 2015 uit het Kiesregister verwijderd.